# تيري هولدبروكس
تيري هولدبروكس بالإنجليزية: Terry Holdbrooks جندي أمريكي كان يعمل حارساً في سجن غوانتانامو في كوبا في سنة 2003 و2004 وتحول للإسلام. بعد تحوله للإسلام غيّر اسمه إلى مصطفى عبد الله وقد زار المملكة العربية السعودية وأدى العمرة. تم عمل لقاء معه في قناة الجزيرة في برنامج لقاء اليوم.تم منعه من دخول بريطانيا في 2009 من قبل السلطات البريطانية الذي كان من المقرر أن يلقي كلمة أمام منظمة تدافع عن محتجزي سجن غوانتانامو.

## تحوله للإسلام
يقول تيري إن من دعاه إلى الإسلام هو السجين رقم 509 ويدعى أحمد الراشدي الذي كانت تدور بينه وبين تيري نقاشات طويله حول الأديان وبعد ذلك هداه الله إلى دين الإسلام. يقول تيري في وصف أول لحظاته في الدخول في الإسلام 
 وقد أطلق عليه أصدقاؤه المسلمين في السجن اسم مصطفى وأضاف هو اسم عبد الله بعد ذلك ليكون اسمه مصطفى عبد الله.